# ناکس (ایندیانا)
ناکس، ایندیانا (به انگلیسی: Knox, Indiana) یک شهر در ایالات متحده آمریکا با جمعیت ۳٬۷۰۴ نفر است که در ایندیانا واقع شده‌است.

## موقعیت جغرافیایی
موقعیت جغرافیایی شهرها و مناطق اطراف به شرح زیر است: